# 郭春伟
郭春伟，中华人民共和国政治人物、全国脱贫攻坚先进个人。

## 生平
郭春伟任河北省保定市顺平县蒲上镇西南蒲村原第一书记，审计署驻郑州特派员办事处农业审计处副处长。因在脱贫攻坚战中作出突出贡献，2021年2月25日全国脱贫攻坚总结表彰大会上，郭春伟被授予“全国脱贫攻坚先进个人”。